# Trucker (Magazin)
Trucker ist eine Fachzeitschrift rund um das Thema LKW. Zu ihrer Zielgruppe gehören LKW-Fahrer, selbstfahrende Unternehmer und Inhaber einer Transportfirma. Themenschwerpunkte sind exklusive Tests aus dem Bereich Fahrzeuge und Technik, Fahrberichte, Technik- und Servicethemen sowie Reportagen aus dem Berufsalltag der LKW-Fahrer. Politik, Recht und Soziales sowie Berichte über Showtrucks ergänzen den Inhalt.
Der Trucker erreichte im vierten Quartal 2019 eine verkaufte Auflage von 16.000 Exemplaren.